# Eucyclogobius newberryi
Eucyclogobius newberryi är en fiskart som först beskrevs av Charles Frédéric Girard, 1856.  Eucyclogobius newberryi ingår i släktet Eucyclogobius och familjen smörbultsfiskar. IUCN kategoriserar arten globalt som sårbar. Inga underarter finns listade i Catalogue of Life.